# Czernooczene (gmina)
Czernooczene (bułg. Община Черноочене)  − gmina w południowej Bułgarii, w obwodzie Kyrdżali.

## Miejscowości
Miejscowości wchodzące w skład gminy Czernooczene:
- Bakalite (bułg.: Бакалите),
- Bedrowo (bułg.: Бедрово),
- Beli wir (bułg.: Бели вир),
- Besnurka (bułg.: Беснурка),
- Bezwodno (bułg.: Безводно),
- Borowsko (bułg.: Боровско),
- Bosilica (bułg.: Босилица),
- Bostanci (bułg.: Бостанци),
- Bożurci (bułg.: Божурци),
- Byrza reka (bułg.: Бърза река),
- Czerna niwa (bułg.: Черна нива),
- Czernooczene (bułg.: Черноочене) – stolica gminy,
- Daskałowo (bułg.: Даскалово),
- Djadowsko (bułg.: Дядовско),
- Draganowo (bułg.: Драганово),
- Duszka (bułg.: Душка),
- Gabrowo (bułg.: Габрово),
- Jabyłczeni (bułg.: Ябълчени),
- Jaworowo (bułg.: Яворово),
- Jonczowo (bułg.: Йончово),
- Kableszkowo (bułg.: Каблешково),
- Kanjak (bułg.: Каняк),
- Komuniga (bułg.: Комунига),
- Kopitnik (bułg.: Копитник),
- Kucowo (bułg.: Куцово),
- Laskowo (bułg.: Лясково),
- Minzuchar (bułg.: Минзухар),
- Murga (bułg.: Мурга),
- Nebeska (bułg.: Небеска),
- Noczewo (bułg.: Ночево),
- Nowi pazar (bułg.: Нови пазар),
- Nowoseliszte (bułg.: Новоселище),
- Paniczkowo (bułg.: Паничково),
- Patica (bułg.: Патица),
- Pczełarowo (bułg.: Пчеларово),
- Petełowo (bułg.: Петелово),
- Prjaporec (bułg.: Пряпорец),
- Rusalina (bułg.: Русалина),
- Sokolite (bułg.: Соколите),
- Srednewo (bułg.: Среднево),
- Sredska (bułg.: Средска),
- Strażnica (bułg.: Стражница),
- Swobodinowo (bułg.: Свободиново),
- Wersko (bułg.: Верско),
- Wodacz (bułg.: Водач),
- Wojnowo (bułg.: Войново),
- Wożdowo (bułg.: Вождово),
- Wyzeł (bułg.: Възел),
- Żeleznik (bułg.: Железник),
- Żenda (bułg.: Женда),
- Żitnica (bułg.: Житница),